# 材料化学
材料化学（英語：materials chemistry）是一门新兴的交叉学科，是材料科学和化学化工领域的重要分支。材料化学从化学的基本概念和理论出发，研究材料在制备和使用过程中涉及到的化学变化和材料性质的表征测量，从而实现对高分子、金属、液晶等材料的性能优化。同时也涉及着在分子水平对材料结构及性能与成分、结构之间的关系的理解。
材料化学的发展对社会有着广泛的影响，其中包括通信和信息技术、环境和气候变化、生物技术、可再生和可持续能源等领域。

## 研究主题
纳米科学（Nanoscience）、晶体工程（Crystal Engineering）、功能材料（Functional Materials）等。

## 延伸阅读
- . Chemistry International -- Newsmagazine for IUPAC (Walter de Gruyter GmbH). 2009, 31 (3). ISSN 1365-2192. doi:10.1515/ci.2009.31.3.4 （英语）.